# Mandres-les-Roses

Mandres-les-Roses este o comună în departamentul Val-de-Marne, Franța. În 2009 avea o populație de 4,378 de locuitori.